# گازپروم

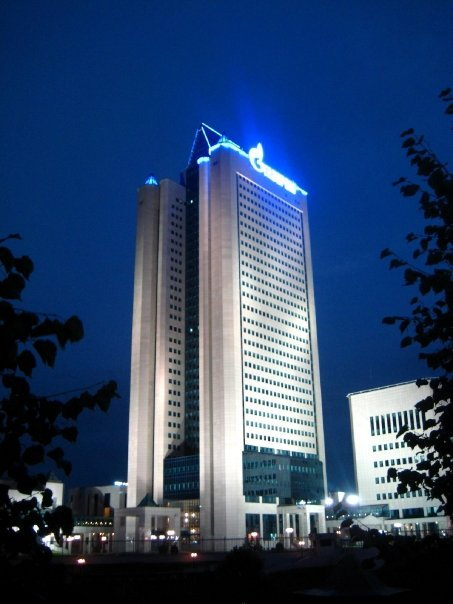
ساختمان دفتر مرکزی گازپروم، در شهر مسکو

گازپروم (به روسی: Газпром) شرکت نفت و گاز روسی است، که تمرکز اصلی آن بر تولید، انتقال و فروش گاز طبیعی معطوف می‌باشد. این شرکت با تولید روزانه بالغ بر یک میلیارد و ۱۰۰ میلیون متر مکعب گاز طبیعی، به‌عنوان بزرگ‌ترین تولیدکننده گاز جهان شناخته می‌شود. گروه گازپروم از طریق شرکت تابعه گازپروم نفت، به‌طور میانگین روزانه یک میلیون و ۱۰۰ هزار بشکه نفت خام نیز تولید می‌کند.
شرکت گازپروم در سال ۱۹۸۹ از تغییر نام وزارت صنعت گاز شوروی به مؤسسه گاز دولتی گازپروم، توسط وزیر وقت گاز این کشور؛ ویکتور چرنومیردین به‌عنوان یک شرکت دولتی تأسیس شد. فرم کنونی شرکت گازپروم در سال ۱۹۹۱ در پی فروپاشی اتحاد جماهیر شوروی، از دارایی‌های بخش روسیه شکل گرفت. در سال ۱۹۹۴ در راستای خصوصی‌سازی، به یک شرکت سهامی عام تبدیل شد. هم‌اکنون دولت روسیه با در اختیار داشتن ۵۰٪ از سهام گازپروم، مالک اکثریت سهام آن به‌شمار می‌آید.
شرکت گازپروم با اختیار داشتن بیش از ۱۵۸٫۲۰۰ کیلومتر خط لوله گاز طبیعی و ۲۸۲ ایستگاه کمپرسور، بزرگ‌ترین شبکه انتقال گاز جهان را در اختیار دارد. دفتر مرکزی شرکت گازپروم در شهر مسکو قرار دارد و بخشی از سهام آن در بازارهای بورس مسکو، بورس لندن و بورس فرانکفورت معامله می‌شود. گازپروم هم‌اکنون به‌عنوان بزرگ‌ترین شرکت در فدراسیون روسیه و بزرگ‌ترین تأمین‌کننده انرژی اروپا محسوب می‌شود.

## تاریخچه
با کشف منابع عظیم گاز طبیعی در سیبری، منطقه اورال و ولگا در دهه‌های ۱۹۷۰ و ۱۹۸۰ میلادی، اتحاد جماهیر شوروی به یک تولیدکننده اصلی گاز، تبدیل شد، که در آن، عملیات اکتشاف، تولید، توسعه و توزیع گاز، با مرکزیت یک وزارتخانه دولتی، تحت عنوان وزارت صنایع گاز، انجام می‌شد. در ژوئیه ۱۹۸۹ میخائیل گورباچف، وزارتخانه‌های نفت و گاز را در راستای اصلاحات اقتصادی این کشور، ادغام کرد و نام آن؛ وزارت صنایع نفت و گاز اتحاد جماهیر شوروی، گذاشته شد. اما در اوایل دهه ۱۹۹۰ و پیش از فروپاشی شوروی دوباره، یک شرکت گازی جدا، تحت نام مؤسسه گاز دولتی گازپروم تشکیل شد.
در ژوئیه ۱۹۹۲ پس از کنار گذاشته شدن بحث تشکیل یک شرکت با سهام مشترک از روسیه، اوکراین و بلاروس، گازپروم به شرکتی دولتی، تبدیل گردید. در سال ۱۹۹۴ و در راستای خصوصی‌سازی، گازپروم شرکتی خصوصی شد، که دولت ۴۰٪ از سهام آن را در اختیار داشت. ۱۵٪ از سهام شرکت، قرار بود به کارکنان و مدیریت آن فروخته شود، ولی مدیریت وقت گازپروم با برگزاری یک مزایده بسته، توانست فروش سهام شرکت را به افراد مورد اعتماد و خاص شرکت، محدود نماید.

## فعالیت‌ها

### خط لوله

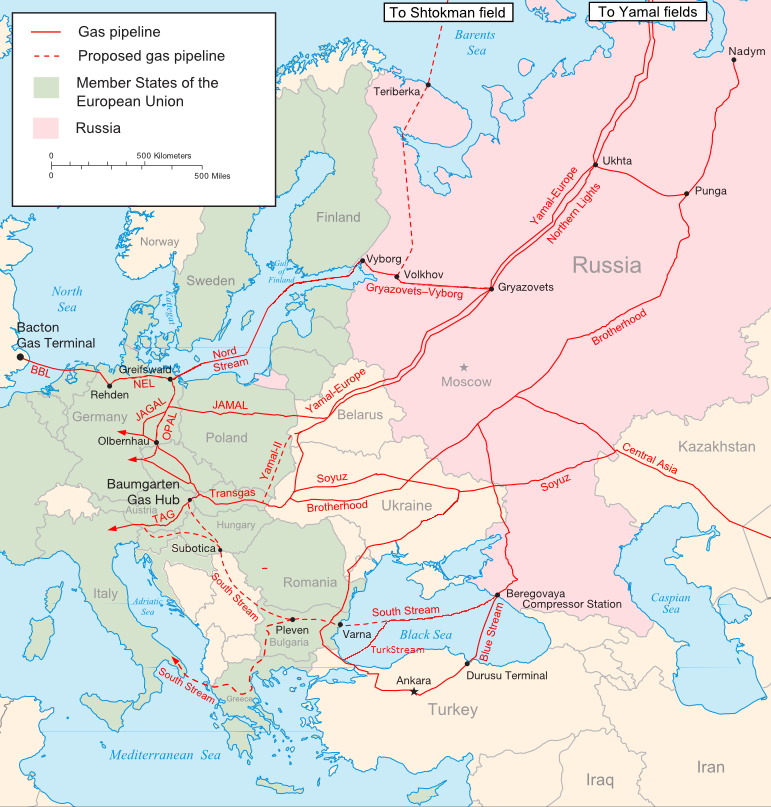
خط لوله اصلی گاز روسیه به اروپا، که توسط گازپروم احداث شده‌است

شرکت گازپروم جدا از ذخایر گاز طبیعی و نفت خام، بزرگ‌ترین شبکه خط لوله انتقال گاز طبیعی جهان را نیز در اختیار دارد، که در سال ۲۰۱۲ طول این شبکه، بیش از ۱۵۰ هزار کیلومتر اعلام شده‌است.

### تولید
بخش تولیدی گازپروم، بر روی دو محصول تمرکز دارد: نفت خام و گاز طبیعی. البته این شرکت، از طریق شرکت‌های تابعه فراوانی که در اختیار دارد، دامنه گسترده‌ای از محصولات و فراورده‌های نفتی را نیز به بازارهای بین‌المللی نفت و گاز ارائه می‌نماید. شرکت گازپروم، در سال ۲۰۰۴، معادل ۱۶٪ از ذخایر گاز طبیعی جهان را در اختیار داشته‌است.

#### گاز طبیعی

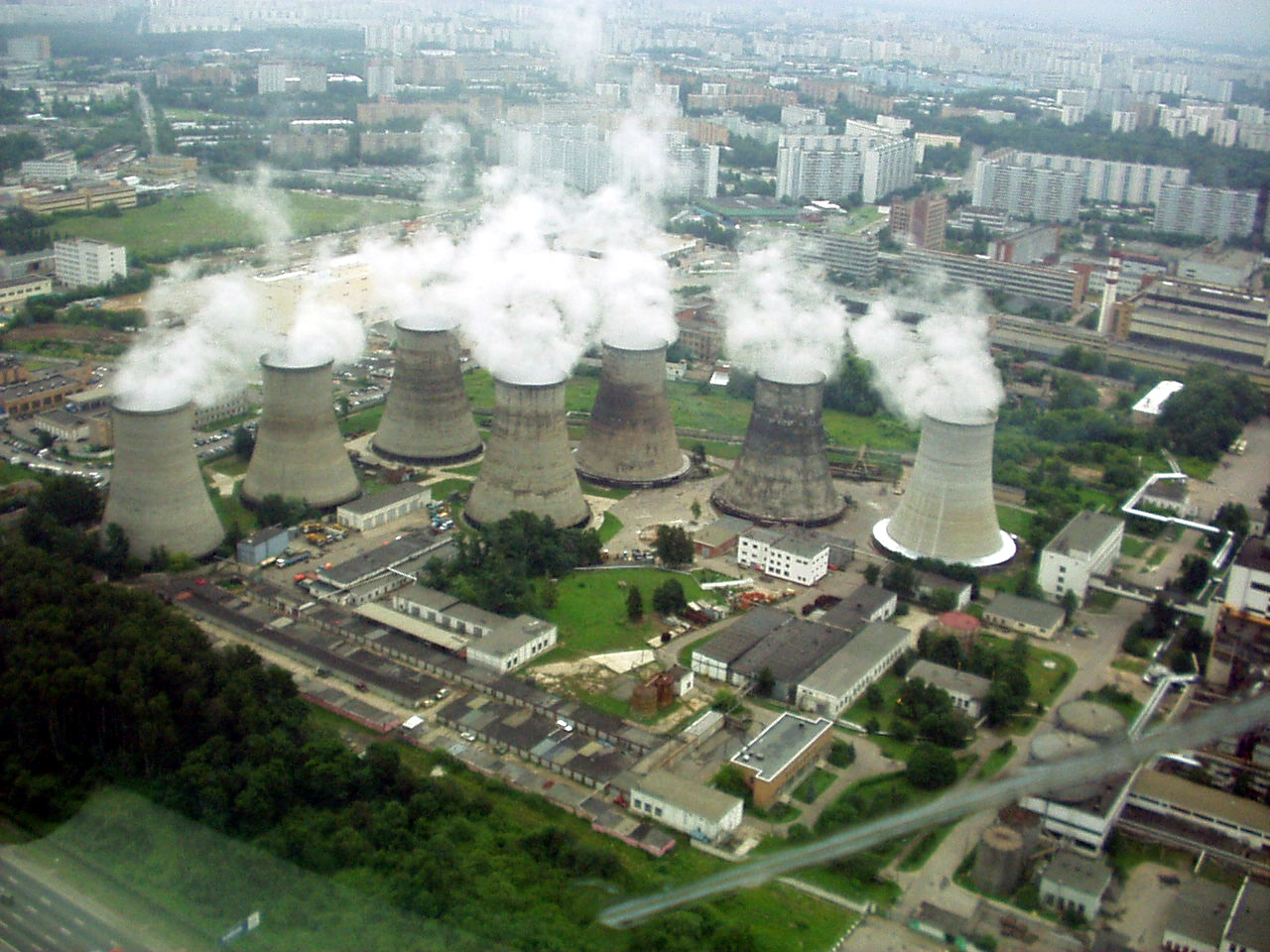
نیروگاه حرارتی موس‌انرجو، در مسکو، متعلق به گازپروم

شرکت گازپروم بزرگ‌ترین تولیدکننده و صادرکننده گاز طبیعی در جهان است. در سال ۲۰۰۴ این شرکت با تولید تقریبی ۹۳٪ از گاز طبیعی روسیه، درآمدی معادل ۳۱ میلیارد دلار را، تنها از بخش فروش گاز طبیعی کسب نمود. در سال ۲۰۱۱ گازپروم در مجموع معادل ۵۱۳٫۲ میلیارد متر مکعب گاز تولید کرد، که برابر ۱۷٪ از تولید گاز طبیعی جهان در این سال می‌باشد.
تا پایان ۲۰۰۴ این شرکت، عرضه‌کننده گاز طبیعی به بسیاری از کشورهای جهان بوده‌است. آمار ارائه گاز طبیعی گازپروم به برخی از کشورها، به صورت زیر است:
- استونی: ۱۰۰٪
- اسلواکی: ۱۰۰٪
- بلغارستان: ۹۷٪
- مجارستان: ۸۹٪
- لهستان: ۸۶٪
- جمهوری چک: ۷۵٪
- ترکیه: ۶۷٪
- اتریش: ۶۵٪
- رومانی: ۴۰٪
- آلمان: ۳۶٪
- ایتالیا: ۲۷٪
- فرانسه: ۲۵٪

در مجموع، اتحادیه اروپا در حدود ۲۵٪ از گاز طبیعی مورد نیاز خود را، از این شرکت تأمین می‌کند. 

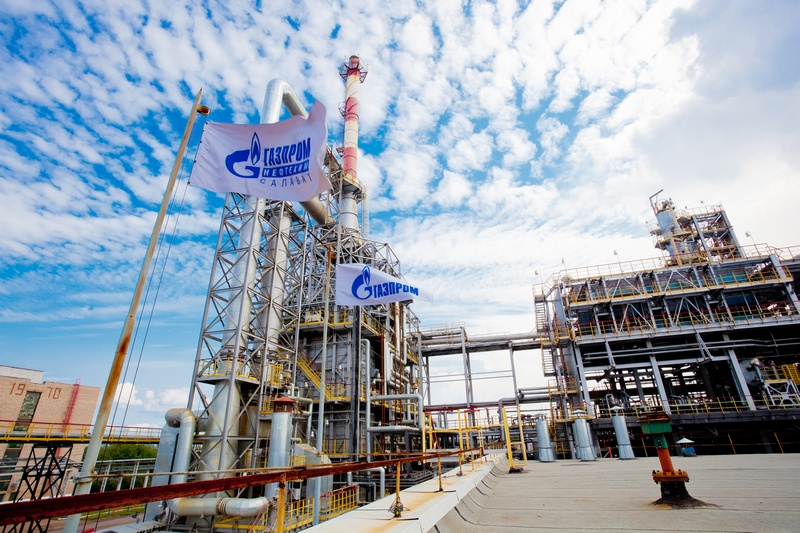
پتروشیمی سالاوات، مستقر در مسکو، متعلق به گازپروم

میزان تولید گاز طبیعی گازپروم، در سال‌های ۲۰۰۴ تا ۲۰۱۱ به صورت زیر بوده‌است.
| گاز طبیعی                                           | ۲۰۰۴  | ۲۰۰۵  | ۲۰۰۶  | ۲۰۰۷  | ۲۰۰۸  | ۲۰۰۹  | ۲۰۱۰  | ۲۰۱۱  |
| --------------------------------------------------- | ----- | ----- | ----- | ----- | ----- | ----- | ----- | ----- |
| میلیارد متر مکعب                                    | ۵۵۲٫۵ | ۵۵۵٫۰ | ۵۵۶٫۰ | ۵۴۸٫۶ | ۵۴۹٫۷ | ۴۶۱٫۵ | ۵۰۸٫۶ | ۵۱۳٫۲ |
| منبع: تولید گاز طبیعی گازپروم، در سال‌های ۲۰۰۴–۲۰۰۸. |       |       |       |       |       |       |       |       |
| منبع: تولید گاز طبیعی گازپروم، در سال‌های ۲۰۰۷–۲۰۱۱. |       |       |       |       |       |       |       |       |

#### نفت خام

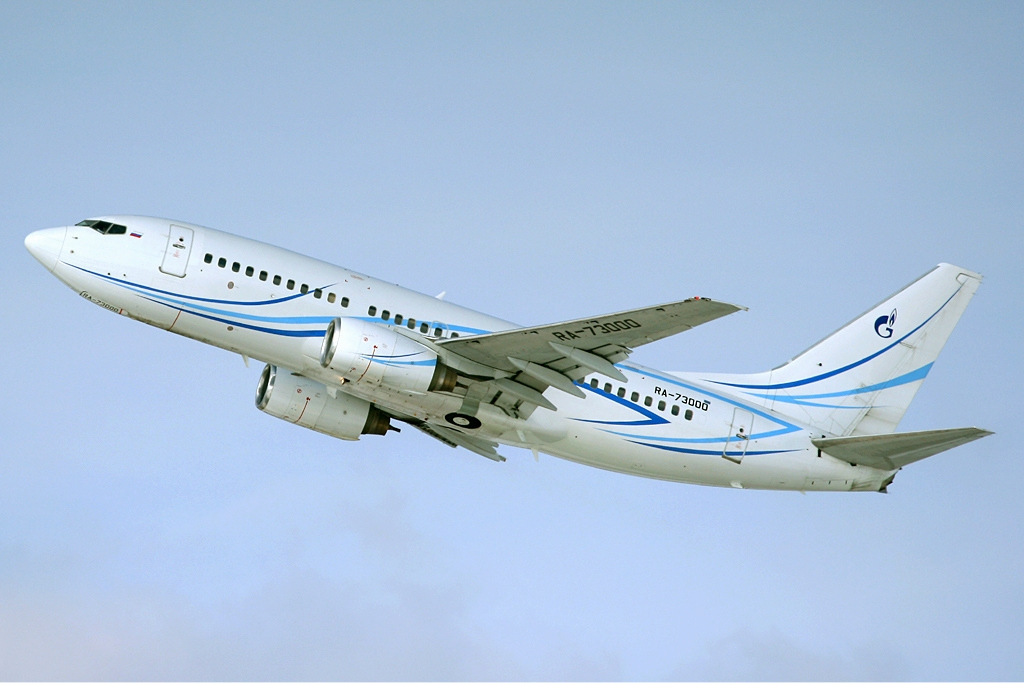
هواپیمای بوئینگ ۷۳۷، متعلق به شرکت گازپروم

پس از تصاحب شرکت سیب‌نفت، گازپروم با مالکیت ۱۱۹ میلیارد بشکه ذخایر درجای نفت خام، پس از سعودی آرامکو و شرکت ملی نفت ایران، به عنوان سومین شرکت مالک مخازن نفت، در قالب گاز طبیعی قرار گرفت. شرکت گازپروم در سال ۲۰۱۱ معادل ۳۲٫۳ میلیون تن نفت خام تولید نموده‌است.
میزان تولید نفت خام گازپروم، در سال‌های ۲۰۰۴ تا ۲۰۱۱ به صورت زیر بوده‌است.
| نفت خام                                           | ۲۰۰۴ | ۲۰۰۵ | ۲۰۰۶ | ۲۰۰۷ | ۲۰۰۸ | ۲۰۰۹ | ۲۰۱۰ | ۲۰۱۱ |
| ------------------------------------------------- | ---- | ---- | ---- | ---- | ---- | ---- | ---- | ---- |
| میلیون تن                                         | ۰٫۹  | ۹٫۵  | ۳۴٫۰ | ۳۴٫۰ | ۳۲٫۰ | ۳۱٫۶ | ۳۲٫۰ | ۳۲٫۳ |
| میانگین چگالی                                     | ۱۱٫۱ | ۱۱٫۵ | ۱۱٫۴ | ۱۱٫۳ | ۱۰٫۹ | ۱۰٫۱ | ۱۱٫۳ | ۱۲٫۱ |
| منبع: تولید نفت خام گازپروم، در سال‌های ۲۰۰۴–۲۰۰۸. |      |      |      |      |      |      |      |      |
| منبع: تولید نفت خام گازپروم، در سال‌های ۲۰۰۷–۲۰۱۱. |      |      |      |      |      |      |      |      |

## فروش

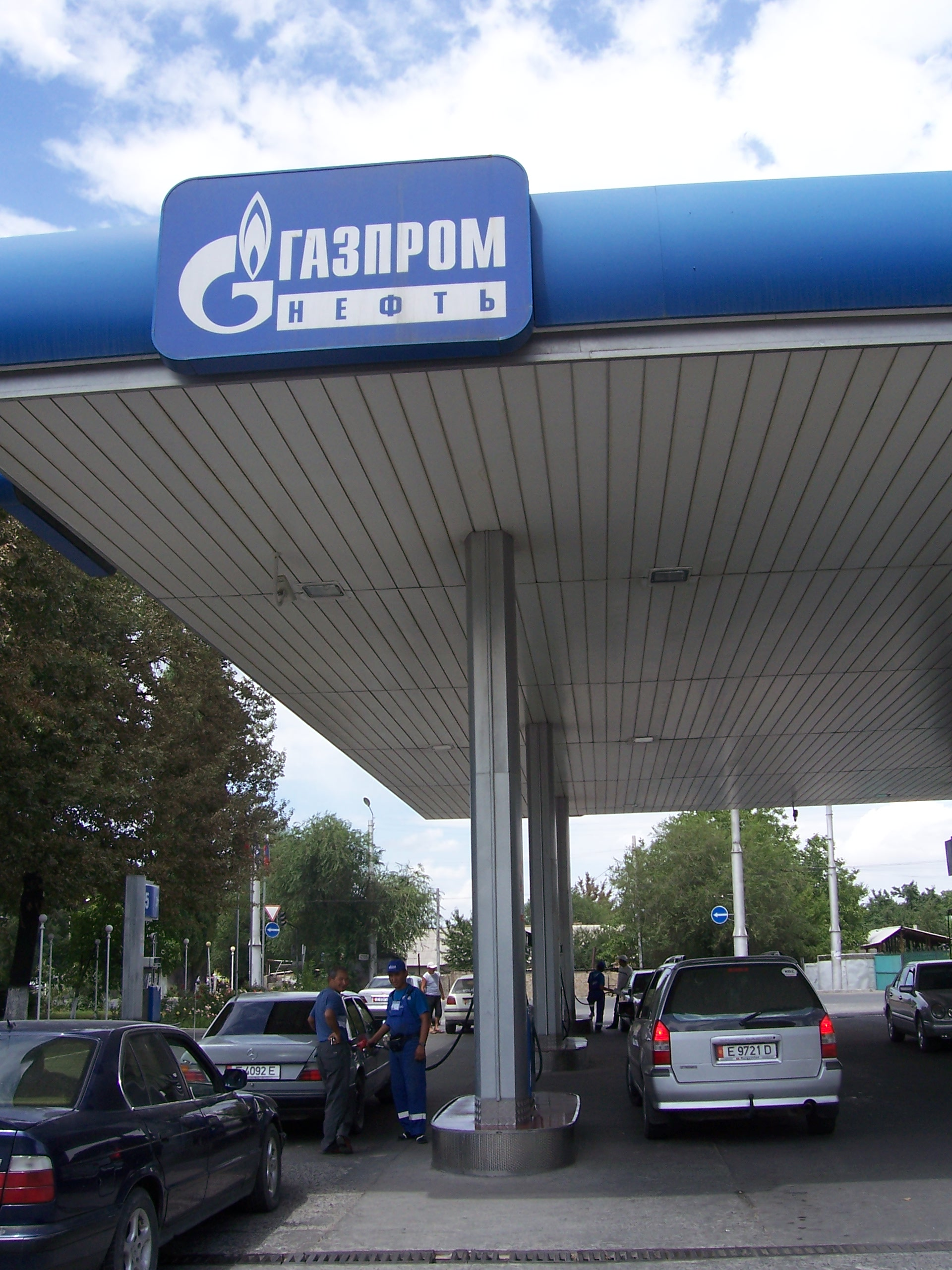
جایگاه پمپ بنزین گازپروم، در قرقیزستان

میزان فروش گاز طبیعی شرکت گازپروم، در فاصله بین سال‌های ۲۰۰۴ تا ۲۰۰۸ به صورت زیر بوده‌است.
| فروش گاز طبیعی شرکت گازپروم از سال ۲۰۰۴ تا ۲۰۰۸ میلادی                  | فروش گاز طبیعی شرکت گازپروم از سال ۲۰۰۴ تا ۲۰۰۸ میلادی | فروش گاز طبیعی شرکت گازپروم از سال ۲۰۰۴ تا ۲۰۰۸ میلادی | فروش گاز طبیعی شرکت گازپروم از سال ۲۰۰۴ تا ۲۰۰۸ میلادی | فروش گاز طبیعی شرکت گازپروم از سال ۲۰۰۴ تا ۲۰۰۸ میلادی | فروش گاز طبیعی شرکت گازپروم از سال ۲۰۰۴ تا ۲۰۰۸ میلادی | فروش گاز طبیعی شرکت گازپروم از سال ۲۰۰۴ تا ۲۰۰۸ میلادی | فروش گاز طبیعی شرکت گازپروم از سال ۲۰۰۴ تا ۲۰۰۸ میلادی | فروش گاز طبیعی شرکت گازپروم از سال ۲۰۰۴ تا ۲۰۰۸ میلادی | فروش گاز طبیعی شرکت گازپروم از سال ۲۰۰۴ تا ۲۰۰۸ میلادی | فروش گاز طبیعی شرکت گازپروم از سال ۲۰۰۴ تا ۲۰۰۸ میلادی |      |
|                                                                         | ۲۰۰۴                                                   | ۲۰۰۴                                                   | ۲۰۰۵                                                   | ۲۰۰۵                                                   | ۲۰۰۶                                                   | ۲۰۰۶                                                   | ۲۰۰۷                                                   | ۲۰۰۷                                                   | ۲۰۰۸                                                   | ۲۰۰۸                                                   | ۲۰۰۸ |
| ----------------------------------------------------------------------- | ------------------------------------------------------ | ------------------------------------------------------ | ------------------------------------------------------ | ------------------------------------------------------ | ------------------------------------------------------ | ------------------------------------------------------ | ------------------------------------------------------ | ------------------------------------------------------ | ------------------------------------------------------ | ------------------------------------------------------ | ---- |
|                                                                         | حجم                                                    | قیمت                                                   | حجم                                                    | قیمت                                                   | حجم                                                    | قیمت                                                   | حجم                                                    | قیمت                                                   | حجم                                                    | قیمت                                                   |      |
| روسیه                                                                   | ۳۰۶٫۴                                                  | ۴۷٫۱۳ $                                                | ۳۰۷٫۲                                                  | ۳۶٫۰۷ $                                                | ۳۱۶٫۴                                                  | ۴۳٫۱۶ $                                                | ۳۰۷٫۱                                                  | ۴۲٫۰۷ $                                                | ۲۸۷٫۰                                                  | ۶۷٫۲۳ $                                                |      |
| حوزه بالتیک                                                             | ۶۶٫۱۳                                                  | ۳۶٫۰۴ $                                                | ۷۷٫۵۶                                                  | ۵۰٫۲۲ $                                                | ۱۰۱٫۵                                                  | ۷۶٫۳۷ $                                                | ۱۰۰٫۲                                                  | ۹۱٫۶۶ $                                                | ۹۶٫۵۳                                                  | ۱۱۸٫۷ $                                                |      |
| اروپا                                                                   | ۱۵۳٫۲                                                  | ۱۰۱٫۶۱ $                                               | ۱۵۶٫۵                                                  | ۱۴۰٫۰۹ $                                               | ۱۶۲٫۷                                                  | ۱۹۲٫۲۹ $                                               | ۱۶۸٫۵                                                  | ۱۸۵٫۷ $                                                | ۱۸۴٫۴                                                  | ۳۱۳٫۲ $                                                |      |
| قیمت‌ها بدون در نظر گرفتن مالیات و مالیات بر ارزش افزوده، محاسبه شده‌است. |                                                        |                                                        |                                                        |                                                        |                                                        |                                                        |                                                        |                                                        |                                                        |                                                        |      |
| حجم‌ها؛ بر مبنای «میلیارد مترمکعب» برآورد شده‌است.                        |                                                        |                                                        |                                                        |                                                        |                                                        |                                                        |                                                        |                                                        |                                                        |                                                        |      |
| قیمت‌ها؛ بر مبنای «دلار/مترمکعب» (دلار بر مترمکعب) محاسبه شده‌است.        |                                                        |                                                        |                                                        |                                                        |                                                        |                                                        |                                                        |                                                        |                                                        |                                                        |      |

## ذخایر

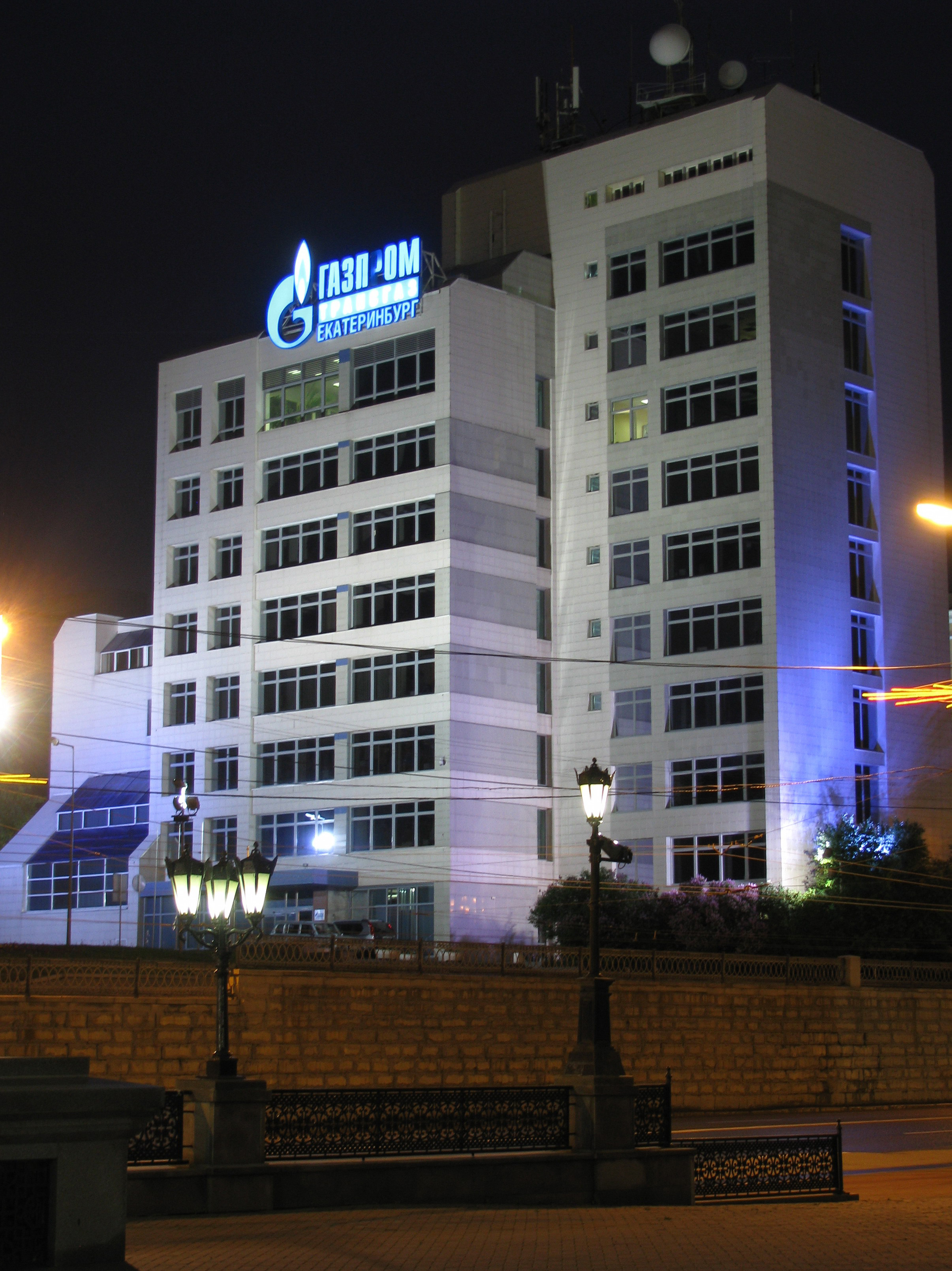
ساختمان اداری اُرال‌ترانس‌گاز، شرکت تابعه گازپروم

ذخایر اثبات شده گاز طبیعی گازپروم، بر اساس استانداردهای بین‌المللی در سال ۲۰۱۱ معادل ۲۲٫۸۴۴ تریلیون مترمکعب (۸۰۶٫۷ تریلیون فوت مکعب) برآورد شده‌است، که بالغ بر ۱۸٫۳٪ از کل ذخایر گاز طبیعی جهان می‌باشد. این مقدار، معادل ۱٬۲۱۶ میلیارد تُن نفت خام و همچنین برابر ۷۵۷٬۸۰۰ میلیارد تُن؛ میعانات گازی است.
در حدود ۷۳٫۲٪ از ذخایر گازی کمپانی گازپروم؛ در منطقه اورال، ۱۴٫۳٪ در قطب شمال، ۷٫۸٪ در منطقه فدرال جنوبی، ۲٫۳٪ در منطقه ولگا، ۱٫۲٪ در منطقه فدرال سیبری و ۱٫۲٪ در مناطق دیگر واقع شده‌است.
| گاز طبیعی                                           | ۲۰۰۴  | ۲۰۰۵  | ۲۰۰۶  | ۲۰۰۷  | ۲۰۰۸  | ۲۰۰۹  | ۲۰۱۰  | ۲۰۱۱  |
| --------------------------------------------------- | ----- | ----- | ----- | ----- | ----- | ----- | ----- | ----- |
| تریلیون متر مکعب                                    | ۲۰٫۹۰ | ۲۰٫۶۶ | ۲۰٫۷۳ | ۲۰٫۸۴ | ۲۱٫۲۸ | ۲۱٫۹۵ | ۲۲٫۵۲ | ۲۲٫۸۴ |
| منبع: ذخایر گاز گازپروم، در سال‌های ۲۰۰۴–۲۰۰۸        |       |       |       |       |       |       |       |       |
| منبع: ذخایر گاز طبیعی گازپروم، در سال‌های ۲۰۰۷–۲۰۱۱. |       |       |       |       |       |       |       |       |

## ارزش بازار

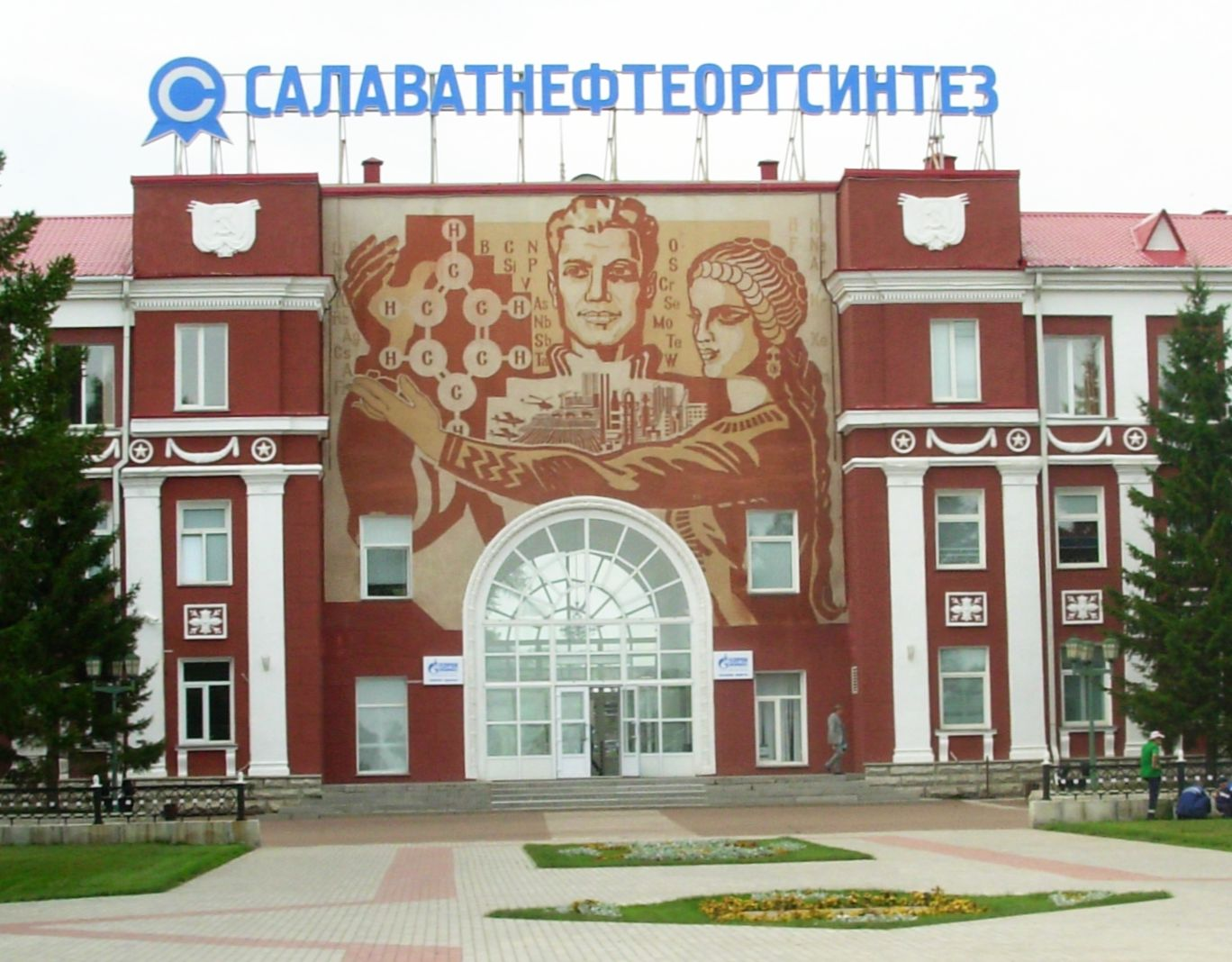
ساختمان اداری سالاوات‌نفت، از شرکت‌های تابعه گازپروم

ارزش بازار سرمایه شرکت گازپروم، که سهام آن به صورت عمومی به فروش رسیده‌است، تا دسامبر ۲۰۰۷ معادل ۳۴۵ میلیارد دلار اعلام شده، که از این لحاظ گازپروم سومین شرکت بزرگ جهان در این سال بوده‌است.
گازپروم برای پیشبرد اهداف خود در صنعت بانکداری، بیمه، رسانه، ساخت‌وساز و کشاورزی نیز فعالیت می‌کند و دارایی‌هایی نیز در هر یک از این صنایع دارد.

## شرکت‌های تابعه
شرکت گازپروم دارای بیش از یکصد شرکت تابعه و زیرمجموعه است، که این شرکت‌ها در صنایع مختلفی فعالیت می‌کنند. این شرکت‌ها به صورت زیرمجموعه، مستقل یا نیمه‌مستقل مدیریت می‌شوند و دفاتر مرکزی آن‌ها اغلب در کشورهای مختلف قرار دارند. این شرکت‌ها و درصد مالکیت گازپروم در هر یک به صورت زیر می‌باشد.
| شرکت                           | صنعت           | کشور      | درصد مالکیت |
| ------------------------------ | -------------- | --------- | ----------- |
| باشگاه والیبال گازپروم         | والیبال        | روسیه     | ۱۰۰٪        |
| باشگاه فوتبال زنیت سن پترزبورگ | فوتبال         | روسیه     | ۱۰۰٪        |
| گازپروم بانک                   | بانکداری       | روسیه     | ۱۰۰٪        |
| گازپروم نفت                    | نفت و گاز      | روسیه     | ۱۰۰٪        |
| موس‌انرگو                       | برق            | روسیه     | ۴۹٪         |
| نوواتک                         | نفت و گاز      | روسیه     | ۱۹٪         |
| نورد استریم آگ                 | نفت و گاز      | سوئیس     | ۵۱٪         |
| بل‌ترانس‌گاز                     | نفت و گاز      | بلاروس    | ۵۰٪         |
| اوجی‌کی-۲                       | برق            | روسیه     | ۸۱٪         |
| کاسپین اویل                    | نفت و گاز      | روسیه     | ۵۰٪         |
| بوسفروس گاز                    | نفت و گاز      | ترکیه     | ۵۱٪         |
| روس‌اوکرانرگو                   | گاز            | اوکراین   | ۵۰٪         |
| نفتوگاز                        | نفت و گاز      | اوکراین   | ۲۶٪         |
| یاگوروس‌گاز                     | نفت و گاز      | روسیه     | ۵۰٪         |
| نی‌گاز                          | نفت و گاز      | نیجریه    | ۵۰٪         |
| گازپروم ای‌پی اینترنشنال        | نفت و گاز      | هلند      | ۱۰۰٪        |
| گازپروم آلمان                  | نفت و گاز      | آلمان     | ۱۰۰٪        |
| ایستی گاز                      | نفت و گاز      | استونی    | ۳۷٪         |
| ویمکس                          | نفت و گاز      | جمهوری چک | ۵۱٪         |
| گازپروم‌آویا                    | هواپیمایی      | روسیه     | ۱۰۰٪        |
| خدمات اوستافیف                 | مدیریت حمل‌ونقل | روسیه     | ۱۰۰٪        |
| اوجی‌کی-۶                       | برق            | روسیه     | ۱۰۰٪        |
| تی‌جی‌سی-۱                       | برق            | روسیه     | ۵۱٪         |
| گازپروم اسپیس سیستم            | هوافضا         | روسیه     | ۱۷٪         |
| گازپروم-مدیا                   | رسانه‌های گروهی | روسیه     | ۱۰۰٪        |
| ساخالین انرژی                  | نفت و گاز      | روسیه     | ۵۰٪         |
| گازپروم اکسپورت                | خط لوله        | روسیه     | ۱۰۰٪        |
| لاتویاس گاز                    | نفت و گاز      | لتونی     | ۳۴٪         |
| آورگس                          | نفت و گاز      | بلغارستان | ۴۹٪         |
| ان‌آی‌اس                         | نفت و گاز      | صربستان   | ۵۶٪         |

## مدیریت ارشد

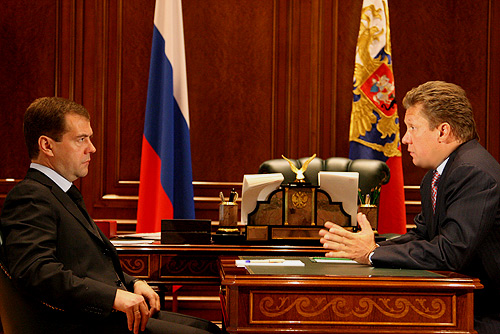
مدیرعامل «گازپروم»؛ الکسی میلر، در دیدار با دمیتری مدودف

ریاست هیئت مدیره شرکت گازپروم به صورت سنتی، توسط رئیس‌جمهور روسیه انتخاب می‌شود. دمیتری مدودف، رئیس‌جمهور اسبق روسیه می‌گوید:
ارزش بازار سرمایه گازپروم، تا سال ۲۰۱۷ باید به یک تریلیون دلار برسد، که در این‌صورت گازپروم، بزرگ‌ترین شرکت جهان خواهد شد.

### مدیرعامل

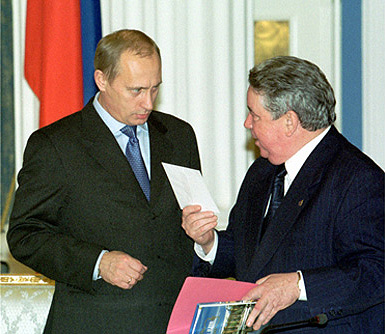
ولادیمیر پوتین در شرکت گازپروم

ویکتور چرنومیردین، نخستین مدیرعامل گازپروم بود، که در سال‌های نخست سهم زیادی در قدرت گرفتن این کمپانی در ساختار سیاسی روسیه ایفا کرد. در دسامبر ۱۹۹۲ و پس از روی کارآمدن بوریس یلتسین در روسیه، بعلت رابطه نزدیکی که میان چرنومردین و یلتسین وجود داشت، نفوذ سیاسی گازپروم در این کشور، به شدت افزایش یافت. چرنومیردین، در ماه مه ۱۹۹۲ از سوی یلتسین، به عنوان معاون نخست‌وزیر روسیه و مسئول سوخت و انرژی انتخاب شد، که در پی آن، در ۲۶ ژانویه ۱۹۹۳، رم ویخیرف ریاست شرکت را برعهده گرفت.
در سال ۱۹۹۸ بوریس یلتسین، ویکتور چرنومردین را، از سمت خود در دولت برکنار کرد. در همان زمان و در پی برکناری چرنومردین، دولت روسیه ناگهان میلیاردها دلار مالیات عقب‌مانده را، از کمپانی گازپروم طلب نمود. زمانی‌که مأموران مالیات، شروع به تصاحب اموال گازپروم کردند، این شرکت به خواست دولت تمکین کرد و پول درخواست شده را به خزانه دولت پرداخت نمود.
با روی کار آمدن ولادیمیر پوتین، بار دیگر شرکت گازپروم در مرکز توجه دولت روسیه قرار گرفت. وی در سال ۲۰۰۱ یکی از نزدیکترین مشاورانش بنام الکسی میلر را به‌عنوان مدیر عامل اجرایی این شرکت منصوب کرد.
میلر دارای مدرک دکترای اقتصاد از دانشگاه سن‌پترزبورگ است و از سال ۱۹۹۱ که پوتین به‌عنوان شهردار سن پترزبورگ منصوب شد و میلر را به عنوان معاون خود برگزید، تاکنون همواره از نزدیکترین متحدان پوتین به‌شمار آمده‌است. در حال حاضر الکسی میلر، همچنان به عنوان مدیر عامل اجرایی کمپانی گازپروم فعالیت می‌نماید.

### هیئت مدیره
در پنجمین مجمع سهامداران شرکت گازپروم، که در تاریخ ۳۰ ژوئن ۱۹۹۸ برگزار شد، ویکتور چرنومردین، که به تازگی از دولت یلتسین برکنار شده بود، به‌عنوان رئیس هیئت مدیره این شرکت انتخاب شد و تا سال ۲۰۰۱ در این سمت فعالیت کرد.
ولادیمیر پوتین، پس از اتهامات فساد مالی، که به گازپروم نسبت داده شد، به‌طور فعال، در اصلاح ساختار مدیریت این شرکت وارد شد. وی در این راستا، از کمک وزیر امور مالی سابق روسیه نیز استفاده کرد.
در ماه ژوئن ۲۰۰۱ دمیتری مدودف در جریان اصلاحات ساختاری در کمپانی گازپروم، به سمت ریاست هیئت مدیره این شرکت انتخاب شد و تا دوره بعدی در این منصب باقی‌ماند. در هفتمین مجمع سهامداران گازپروم، دمیتری مدودف برای دومین دوره به‌عنوان رئیس هیئت مدیره گازپروم انتخاب شد و تا تاریخ ۲ مارس ۲۰۰۸ که رئیس‌جمهور روسیه شد، در این مقام باقی ماند.
تا سال ۲۰۰۴ دولت روسیه ۳۸٬۳۷٪ از سهام گازپروم را در اختیار داشت و اعضای آن، اکثریت هیئت مدیره را نیز تشکیل می‌دادند. این شرکت، ۲۵٪ از درآمد مالیاتی کشور روسیه را تأمین می‌کند، که این رقم به‌طور میانگین، بین سال‌های ۲۰۰۳–۱۹۹۳ بالغ بر ۴ $ میلیارد دلار، اعلام شده‌است. هم‌اکنون ویکتور زابکوف ریاست هیئت مدیره گازپروم را در اختیار دارد.

## گازپروم مدیا

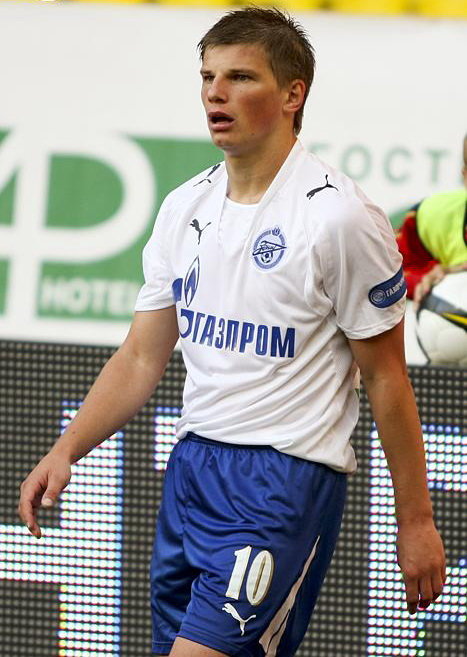
آندری آرشاوین، با پیراهن زنی سن پترزبورگ، باشگاه متعلق به گازپروم

در آوریل ۲۰۰۱ گازپروم، شبکه تلویزیونی ان‌تی‌وی، تنها شبکه مستقل روسیه، که در تمام کشور برنامه‌های آن پخش می‌شد را خریداری نمود. سپس در نحوه فعالیت آن تغییرات گسترده‌ای پدیدآورد. شرکت رسانه‌ای گازپروم تحت عنوان گازپروم مدیا، در ژوئیه ۲۰۰۵ روزنامه پرنفوذ ایزوستیا را نیز خریداری و تصاحب نمود.

## سیب‌نفت

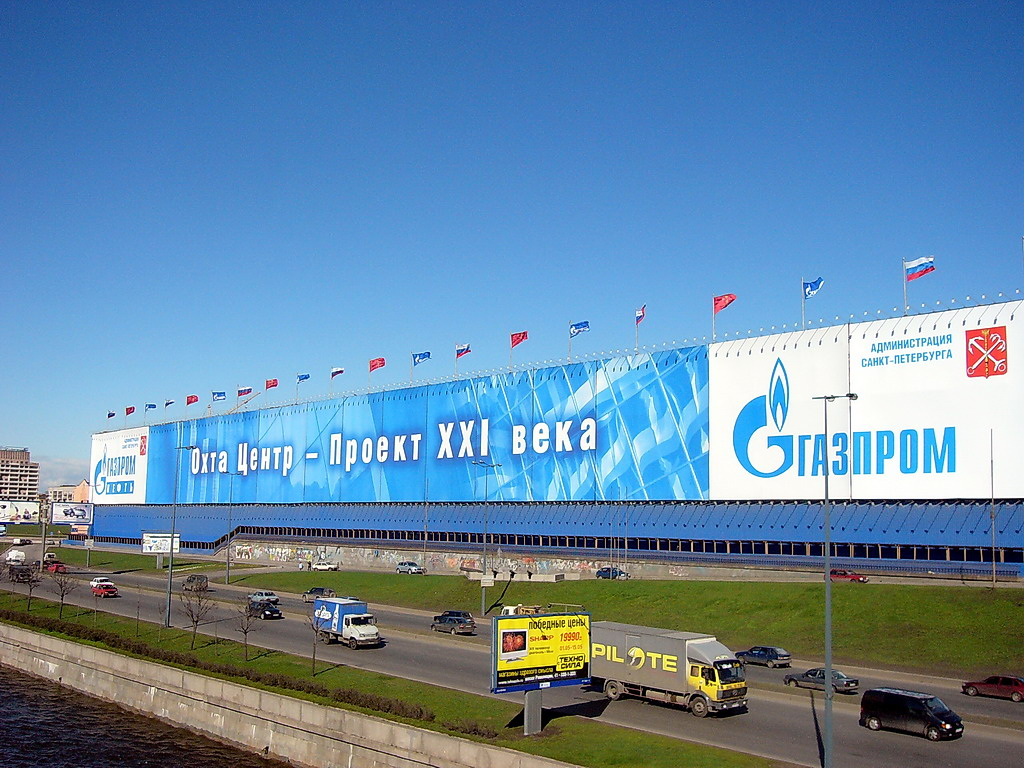
بیلبورد تبلیغاتی گازپروم، در شهر سن پترزبورگ

در سال ۲۰۰۴، پوتین اعلام کرد، که کمپانی گازپروم، شرکت دولتی روس‌نفت را تصاحب خواهد کرد. دولت روسیه قصد داشت بدین‌ترتیب، سهم خود در گازپروم را از ۳۸٬۸٪ به موقعیت کنترل، ارتقا دهد. اما گازپروم نتوانست روس‌نفت را خریداری نماید و در عوض دولت روسیه با خرید ۱۰٬۴٪ دیگر از سهام گازپروم، سهم خود را به بیش از ۵۰٪ رساند و بدین‌ترتیب محدودیت خرید سهام از سوی خارجیان در گازپروم نیز برداشته شد.
در ۱۵ نوامبر ۲۰۰۵ «الکسی میلر» مدیرعامل گازپروم اعلام کرد، که شرکت سیب‌نفت، شهر تجاری گازپروم، که دارای برجی به ارتفاع ۳۰۰ متر خواهد بود را احداث می‌کند. گازپروم در سپتامبر همان سال، موفق شده بود، که نزدیک به ۷۳٪ از سهام سیب‌نفت را؛ به قیمت ۱۳٬۰۱ $ میلیارد دلار خریداری نماید. این خرید، که با کمک یک وام ۱۲ میلیارد دلاری انجام شده بود، موقعیت گازپروم را در صنایع نفت و گاز، تقویت کرد.
در زمان عقد قرارداد، ارزش این شرکت معادل ۱۲۳ میلیارد دلار اعلام شد، که این رقم معادل میزان تولید ناخالص ملی کشور ایرلند بود. در آوریل ۲۰۰۶ ارزش بازار سرمایه گازپروم، معادل ۲۷۰ میلیارد دلار بود. با کنترل اکثریت سهام گازپروم از سوی دولت روسیه، محدودیت ۲۰٪ خرید سهام از سوی خارجیان نیز برداشته شد.

## نیروی امنیتی-نظامی
گازپروم، در جریان حادثه قطع موقت صادرات گاز به اوکراین، در ماه ژانویه ۲۰۰۶ ثابت کرد، که می‌تواند در حکم یک فروشنده ویژه عمل کند، بدون آنکه نیازی به کمک گرفتن از نیروهای نظامی داشته باشد. در سال ۲۰۰۷ دومای روسیه، به گازپروم و شرکت دولتی ترانس‌نفت، اجازه داد، تا نیروی‌های امنیتی-نظامی خود، که قدرتی بیشتر از شرکت‌های خصوصی امنیتی دارند را، تشکیل دهند.
یکی از نمایندگان دوما، مخالفت خود با تصویب این قانون را، طی سخنرانی در مجلس دومای این کشور، این‌گونه بیان کرد:
اگر ما این قانون را تصویب کنیم، تبدیل به خدمتکاران گازپروم و ترانس‌نفت خواهیم شد.